# Montlevicq

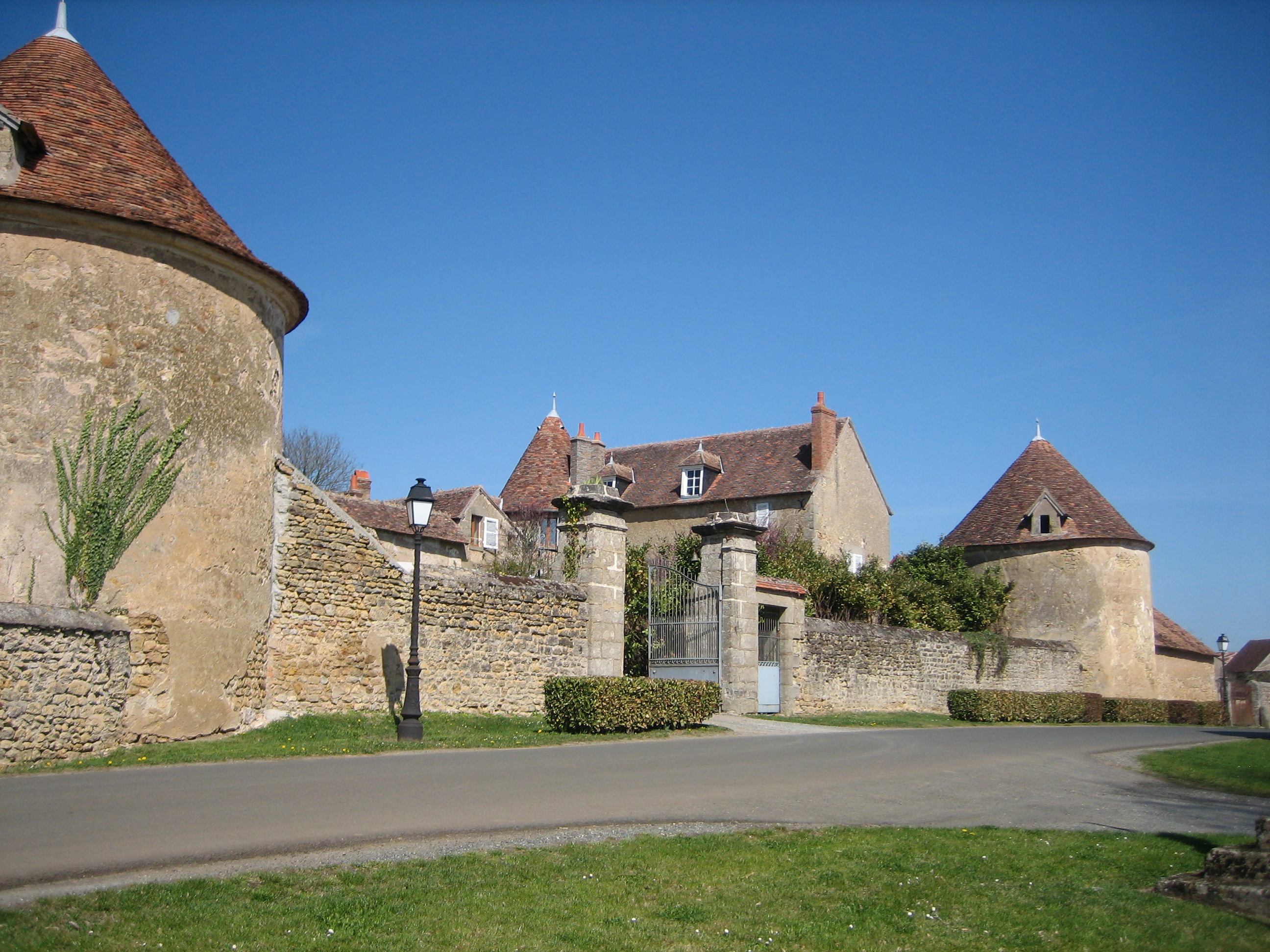
Kasteel

Montlevicq is een gemeente in het Franse departement Indre (regio Centre-Val de Loire) en telt 103 inwoners (2009). De plaats maakt deel uit van het arrondissement La Châtre.

## Geografie
De oppervlakte van Montlevicq bedraagt 18,4 km², de bevolkingsdichtheid is dus 5,6 inwoners per km².
De onderstaande kaart toont de ligging van Montlevicq met de belangrijkste infrastructuur en aangrenzende gemeenten.

## Demografie
Onderstaande figuur toont het verloop van het inwonertal (bron: INSEE-tellingen).

1. ↑  Populations de référence 2022.